# Gift Orban
Gift Emmanuel Orban (* 17. července 2002 Benue) je nigerijský profesionální fotbalista, který hraje na pozici útočníka za francouzský klub Olympique Lyon.

## Klubová kariéra

### Stabæk Fotball
Na začátku roku 2022 Orban trénoval s norským Stabækem a po vypršení svého víza se vrátil zpět. Po návratu do Norska podepsal na konci května 2022 se Stabækem svou první profesionální smlouvu.
V klubu debutoval 26. května, kdy nastoupil do ligového utkání proti Bryne FK. Svůj první gól v dresu Stabæku vstřelil 22. června při výhře 3:1 nad Notoddenem v norském poháru. Poté se stal stabilním členem základní sestavy Stabæku. V roce 2022 se stal s 16 góly nejlepším střelcem druhé norské ligy. Orban pomohl Stabæku k postupu do Eliteserien a byl také vyhlášen nejlepším mladým hráčem roku.

### KAA Gent
Dne 31. ledna 2023 Orban přestoupil do belgického klubu KAA Gent. 11. února vstřelil Orban při svém debutu v Pro League dva góly při remíze 3:3 s Westerlo. 12. března se Orbanovi podařilo vstřelit čtyři góly při venkovní výhře 6:2 nad Zulte-Waregem, čímž se stal prvním hráčem Gentu, kterému se to v 21. století podařilo. Hned v dalším zápase 15. března vstřelil v osmifinále Konferenční ligy hattrick v prvním poločase při venkovní výhře 4:1 nad İstanbulem Başakşehir. Hattrick vstřelil během tří minut a 25 sekund, čímž překonal předchozí rekord (6 minut a 12 sekund), který držel Mohamed Salah. 13. května zaznamenal další hattrick při výhře 4:0 nad Cercle Brugge. Během 22 soutěžních zápasů, které Gift v sezóně 2022/23 v dresu Gentu odehrál, vstřelil 20 branek a na další 2 přihrál.
Ve třetím předkole Konferenční ligy 2023/24 zaznamenal Gift hattrick při výhře 5:0 nad polským Pogoněm Szczecin.

### Lyon
V lednu 2024 přestoupil do francouzského Olympique Lyon.